# مانکینز (تگزاس)
مانکینز (به انگلیسی: Mankins) یک منطقهٔ مسکونی در ایالات متحده آمریکا است که در شهرستان آرچر، تگزاس واقع شده‌است. مانکینز ۱۰ نفر جمعیت دارد و ۳۳۸٫۹۴ متر بالاتر از سطح دریا واقع شده‌است.